# Хайдаров, Максутали
Максутали Хайдаров — советский хозяйственный, государственный и политический деятель, Герой Социалистического Труда.

## Биография
Родился в 1927 году в. Член КПСС с 1949 года.
С 1947 года — на хозяйственной, общественной и политической работе. В 1947—1985 гг. — инструктор-бухгалтер райсельхозотдела, старший инспектор районного Госстраха, заведующий райфинотделом, заместитель председателя Ленинградского райисполкома, второй, первый секретарь Ленинградского райкома, первый секретарь Бувайдинского райкома Компартии Узбекистана.
Указом Президиума Верховного Совета СССР от 10 декабря 1973 года присвоено звание Героя Социалистического Труда с вручением ордена Ленина и золотой медали «Серп и Молот».
Избирался депутатом Верховного Совета Узбекской ССР 9-го и 10-го созывов.
Умер после 1985 года.